# 小野沢愛子
小野沢 愛子（おのざわ あいこ、1945年8月19日 - ）は、日本の元女子バレーボール選手。メキシコオリンピック銀メダリスト。

## 来歴
神奈川県津久井郡中野町（現相模原市緑区）出身。高身長だったため、先生の強い勧めで中学1年よりバレーボールを始める。中学時代には陸上競技大会の砲丸投で全国10位入賞の経験がある。
高校は県内強豪校の京浜女子商業高校に進学し、1961年の秋田国体3位入賞に貢献した。卒業後は実業団のヤシカに入部する。
1967年度の第1回日本リーグでは、スパイク賞とブロック賞を獲得し、ヤシカは準優勝ながら最優秀選手に選出された。
1967年に全日本メンバーに選出され、同年の世界選手権優勝、1968年のメキシコオリンピック準優勝に貢献した。
同じバレーボール選手の古川牧子は義妹。

## 球歴
- 全日本代表としての主な国際大会出場歴
  - オリンピック - 1968年
  - 世界選手権 - 1967年、1970年

## 受賞歴
- 1967年 - 第1回日本リーグ 最優秀選手賞、スパイク賞、ブロック賞、ベスト6
- 1968年 - 第2回日本リーグ ブロック賞
- 1969年 - 第3回日本リーグ レシーブ賞、ベスト6

## 所属チーム
- 町立中野中学
- 京浜女子商業高校
- ヤシカ（1964 - 1971年）